# Niqab

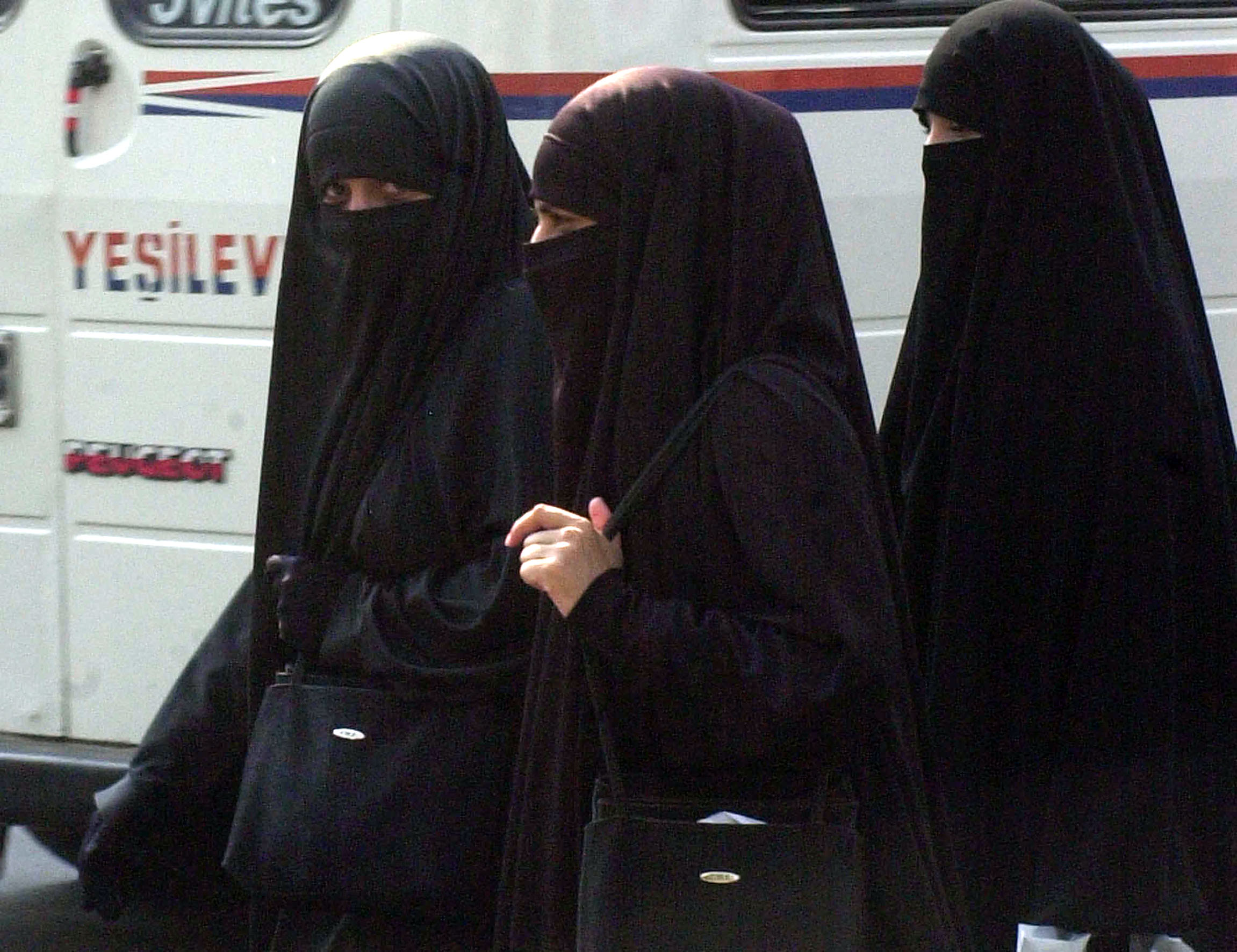
Kvinnor i Turkiet iklädda niqab.

Niqab eller nikab (arabiska: نقاب) är en ogenomskinlig slöja som bärs framför ansiktet av vissa muslimska kvinnor tillsammans med en abaya eller hijab och på så sätt endast lämnar ögonen oskylda. Användandet av niqab är utbrett framförallt i Saudiarabien och kring Persiska viken. En niqab är vanligen svart och används tillsammans med andra svarta plagg. 
Begreppen niqab och burka används ofta felaktigt som likabetydande men syftar egentligen på två olika plagg. Gemensamt för plaggen är att de täcker ansiktet. Den främsta skillnaden är att burka täcker hela kroppen, inklusive ögonen. Plagget har, i några länder, kritiserats då det har ansetts vara antisocialt att bära plagg som täcker ansiktet.

## Lagstiftning mot ansiktsslöja

Ansiktsslöjaförbud i världen (2025):
Nationellt förbud.
Lokala förbud.
Förbud mot försäljning och tillverkning av ansiktsslöja.
Delvis förbjudet.

Ansiktsslöjaförbud i Europa (2025):
Nationellt förbud.
Lokala förbud.
Delvis förbjudet.